# Live in Tokyo (Public Image Ltd.)
Live in Tokyo è un album live dei Public Image Ltd. pubblicato nel 1983 dalla Virgin Records.

## Tracce
Lato 1
1. Annalisa – 5:17
2. Religion – 5:49

Lato 2
1. Low Life – 2:47
2. Solitaire – 3:59
3. Flowers of Romance – 4:46

Lato 3
1. This Is Not a Love Song – 6:27
2. Death Disco – 5:06
3. Bad Life – 4:44

Lato 4
1. Banging the Door – 4:55
2. Under the House – 1:56